# Wolseley 4/50
Wolseley 4/50 i 6/80 – pierwsze po wojnie samochody wyprodukowane przez Wolseley Motor Company. Ich produkcja rozpoczęła się w 1948 roku; projekt bazował odpowiednio na morrisie oxfordzie MO oraz morrisie 6 MS. 4/50 posiadał 4-cylindrowy silnik o pojemności 1476 cm³ i mocy 50 KM, zaś 6/80 R6 o pojemności 2215 cm³ i 72 KM.
Oba modele miały charakterystyczny, okrągły tył Morrisa oraz osłonę chłodnicy Woleseleya; 6/80 był chętnie używany przez policję. Oba były montowane w fabryce Morrisa w Cowley. W 1953 i 1954 roku zostały zastąpione przez modele 4/44 i 6/90.

## Wolseley 4/50
4/50 został przetestowany przez magazyn "The Motor" w 1950 roku osiągając maksymalną prędkość 113,8 km/h, przyspieszenie od 0–100 km/h w 30,3 sekundy oraz spalanie 10,5 l/100 km.
Liczba sprzedanych egzemplarzy wyniosła prawie 3 razy mniej niż w przypadku wersji 6-cylindrowej – samochód był uważany za zbyt ciężki i "wymagający doskonale działającej skrzyni biegów", aby zapewnić mu odpowiednią prędkość. Wolseley 4/50 był modelem zdecydowanie bardziej ekskluzywnym niż odpowiadający mu Morris Oxford. 4-cylindrowy silnik był mniejszą wersją znajdującego się w modelu 6/80, jednak jedynie tłoki oraz drzwi były kompatybilne w obu modelach. Odróżniał go także krótszy profil maski oraz hamulce o średnicy 230 mm.

### Galeria

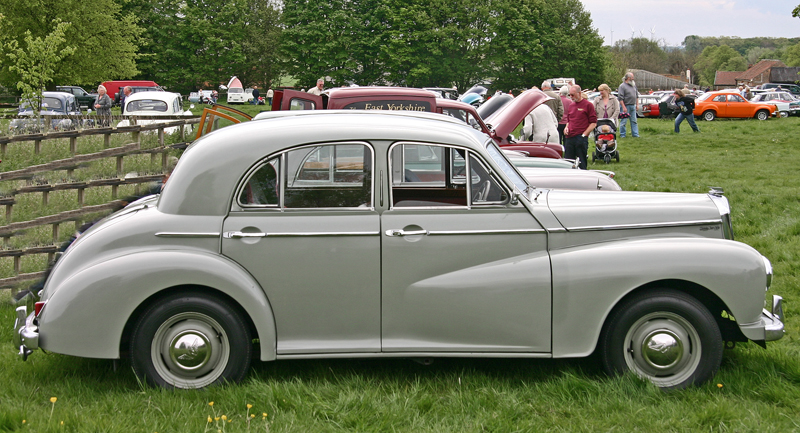
Wolseley 4/50 - z boku
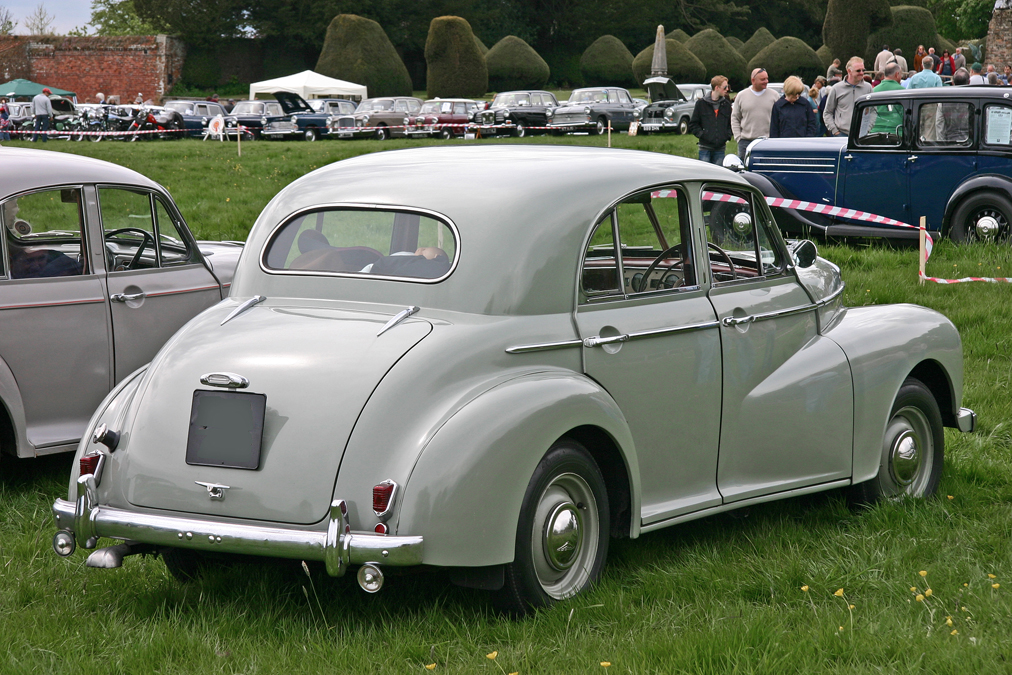
Wolseley 4/50 - z tyłu

## Wolseley 6/80
Aby pomieścić dłuższy, 6-cylindrowy silnik 6/80 był dłuższy o 180 mm od 4/50. Miał również większe hamulce, o tarczach mierzących 250 mm.

6/80 był pewnego rodzaju anachronizmem, zbudowanym w tradycyjnym stylu, który uwielbiali posiadacze Wolseleya, jednak maszyneria była niemal przełomowa dla tego pierwszego, powojennego sedana. Miał przedwojennie stylizowaną chłodnicę, maskę na centralnie umieszczonych zawiasach, rozdzielną szybę przednią, małą, owalną szybę tylną i elegancki styl – kierowca siedział na skórzanych siedzeniach, spoglądał znad wolseleyowskiej deski rozdzielczej z polerowanego drewna na długą maskę ze znaczkiem uskrzydlonego "W". Wszystkie te elementy były przestarzałe na początku lat 50., jednak prócz tego wyposażony był w nadwozie samonośne, bezsprężynowe zawieszenie z drążków skrętnych, dwa teleskopowe amortyzatory, wajchę zmiany biegów, zaś napęd pochodził z zaawansowanego technicznie górnowałowego 6-cylindrowca.
Wolseley chcąc wyprodukować nowy, powojenny silnik powrócił do ogranej już techniki adaptowania starszych projektów, początkowo opierając się na Viperze V8, który rozpoczął życie w aeroplanie z I WŚ, a następnie na wizualnie podobnym Bristolu SE5a – oba silniki były dość przestarzałe na swoje czasy.
Jednakże przepis zadziałał i nie ma wątpliwości, że 6/80 zarobił wiele pieniędzy dla korporacji lorda Nuffielda, stał się również najpopularniejszym samochodem policji, która używała ich jeszcze w latach 60. Nawet dziś uznawany jest za ikoniczny brytyjski samochód policyjny.

6/80 został przetestowany przez czasopismo "The Motor" w 1951 roku osiągając maksymalną prędkość 137,3 km/h, przyspieszenie od 0–100 km/h w 21,4 sekund oraz spalanie 13 l/100 km. Wówczas samochód kosztował 767 funtów z podatkiem. Parę lat później samochód testowany na drodze przez "Autocar" osiągnął maksymalną prędkość 126,3 km/h oraz odrobinę wolniejsze przyspieszenie. Testujący zanotowali, że "pozostając w zgodzie z polityką producenta, która ma wiele do zaoferowania bystrym kierowcom, Wolseley ma dość wysokie osiągi", pozwalając na komfortową jazdę przy (jak na ówczesne czasy) dużej prędkości, jednak ostrzejsze prowadzenie wymagało częstej zmiany biegów. W standardzie znajdowało się ogrzewanie, zasłona na tylną szybę oraz "dwie dachowe lampki do oświetlania tylnych siedzeń".

### Galeria

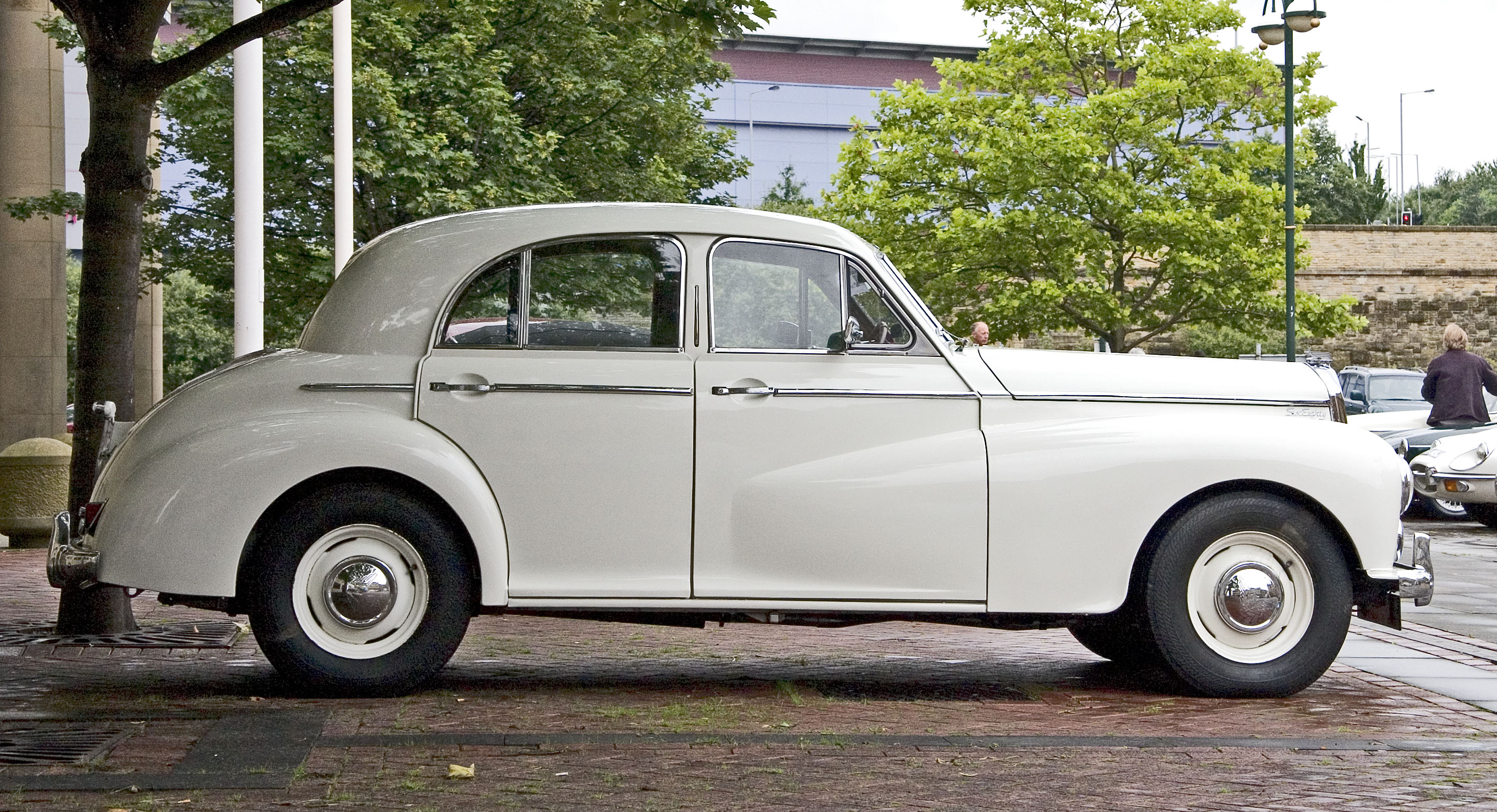
Wolseley 6/80 - z boku
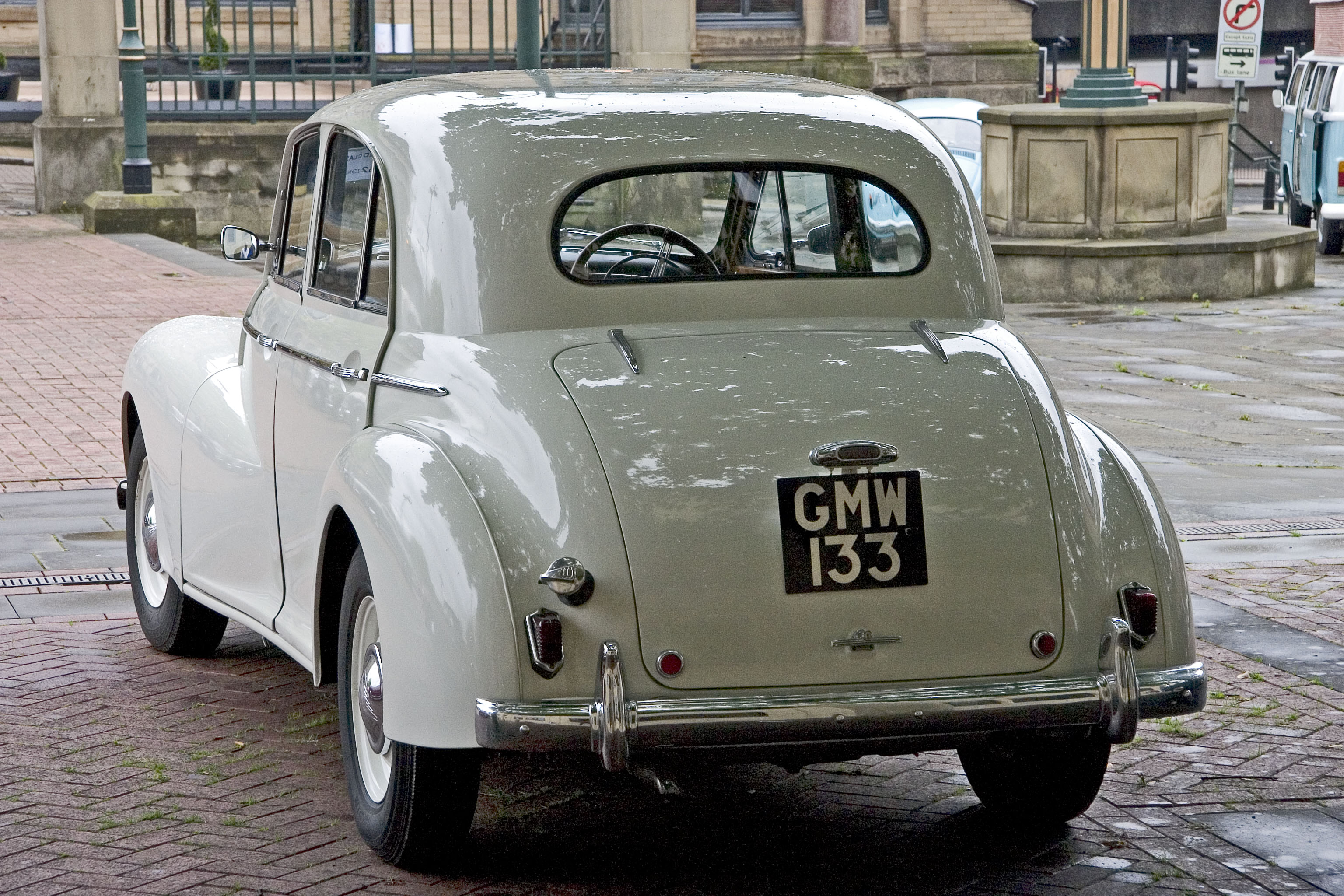
Wolseley 6/80 - z tyłu